# بزرگ‌ترین نمایش روی زمین
بزرگ‌ترین نمایش روی زمین (به انگلیسی: The Greatest Show on Earth) فیلمی درام ۱۵۲ دقیقه‌ای به کارگردانی و تهیه‌کنندگی سیسیل ب دومیل و با بازی جیمز استوارت، چارلتون هستون و بتی هاتن، محصول سال ۱۹۵۲ کشور ایالات متحده است.

## خلاصه داستان

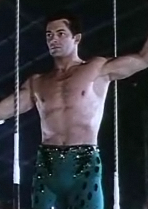
کورنل وایلد در فیلم بزرگ‌ ترین نمایش روی زمین

"براد" (چارلتون هستون) رئیس یک سیرک بزرگ است. محبوبه او، "هالی" (بتی هاتن)، نیز ستاره بندبازان سیرک به‌شمار می‌آید. اما "براد" با استخدام بندبازی فرانسوی به‌نام "سباستین" (کورنل وایلد) موجب دل‌گیری "هالی" را می‌شود. از طرف دیگر، "براد" می‌کوشد تا اعضای گروه بازیگران سیرک را به‌خوبی سرپرستی کند و آنان را به شوق بیاورد. از جمله: رام‌کننده فیل، "کلوس" (لایل بتگر) که محبوبه و دستیارش، "انجل" (گلوریا گراهام) او را طرد کرد؛ بندبازی به‌نام "فیلیس" (دوروتی لامور) و "باتنز" (جیمز استوارت)، دلقکی که هیچ‌گاه با چهره واقعی خود ظاهر نمی‌شود...

## درباره فیلم
فیلمی مستندگونه، با ابهت و اصیل دربارهٔ دنیای سیرک. سیسیل ب دومیل از دهه ۱۹۲۰ در نظر داشت این فیلم را بسازد، اما ظاهراً آثار حماسی و انجیلی او فرصت نمی‌دادند. پارامونت بابت استفاده از همه چیزهای "سیرک برادران رینگلینگ" ۲۵۰ هزار دلار پرداخت کرد. ابتدا برای نقش "براد"، برت لنکستر یا کرک داگلاس در نظر گرفته شده بودند اما نظر دومیل پس از تماشای یک نسخه (۱۶ میلی‌متری) از نمایش‌نامه جولیوس سزار (۱۹۴۹) متوجه هستون شد.

## جوایز
1. برنده جایزه اسکار بهترین فیلم
2. برنده جایزه اسکار بهترین داستان - فرانک کاوت، فردریک ام. فرانک، تئودور سینت جان
3. نامزد جایزه اسکار بهترین طراحی لباس، رنگی - ادیت هد، دوروتی جیکنز و مایلز وایت
4. نامزد جایزه اسکار بهترین کارگردانی - سیسیل ب دومیل
5. نامزد جایزه اسکار بهترین تدوین فیلم - آن بوکنس
6. برنده جایزه گلدن گلوب بهترین فیلم درام
7. برنده جایزه گلدن گلوب بهترین کارگردانی - سیسیل ب دومیل
8. برنده جایزه گلدن گلوب بهترین فیلمبرداری - جرج بارنز